# Ginikal, Sringeri
Ginikal là một làng thuộc tehsil Sringeri, huyện Chikmagalur, bang Karnataka, Ấn Độ.